# جهنده‌ماهی مروارید
جهنده‌ماهی مروارید (نام علمی: Percina aurora) نام یک گونه از سرده جهنده‌ماهی‌های شکم‌زبر است.